# Lista de voos tripulados para a ISS (1998–2008)
Lista de voos tripulados para a ISS que ocorreram no período entre 1998 (STS-88) e 2008 (STS-126).

## Lista
| #                                                                                      | Missão                  | Tripulação                                                                                                  | Imagem                  | Período                                                                            | Duração                                                                                  | Notas | Ref.   |
| 1998                                                                                   | 1998                    | 1998 | 1998                    | 1998                                                                               | 1998                                                                                     | 1998 | 1998   |
| -------------------------------------------------------------------------------------- | ----------------------- | --- | ----------------------- | ---------------------------------------------------------------------------------- | ---------------------------------------------------------------------------------------- | --- | ------ |
| 1                                                                                      |                         | Robert Cabana Frederick Sturckow Jerry Ross Nancy Currie James Newman Sergei Krikalev                       |                         | 04.12 — 16.12.1998                                                                 | 11d 19h 17m 54s                                                                          | Entrega do módulo Unity. 3 caminhadas espaciais.                                                                           | [ 1 ]  |
| 1                                                                                      | Endeavour               | Robert Cabana Frederick Sturckow Jerry Ross Nancy Currie James Newman Sergei Krikalev                       |                         | 04.12 — 16.12.1998                                                                 | 11d 19h 17m 54s                                                                          | Entrega do módulo Unity. 3 caminhadas espaciais.                                                                           | [ 1 ]  |
| 1999                                                                                   |                         | |                         |                                                                                    |                                                                                          | |        |
| 2                                                                                      |                         | Kent Rominger Rick Husband Tamara Jernigan Ellen Ochoa Daniel Barry Julie Payette Valery Tokarev            |                         | 27.05 — 06.06.1999                                                                 | 9d 19h 13m 00s                                                                           | 1 caminhada espacial. | [ 2 ]  |
| 2                                                                                      | Discovery               | Kent Rominger Rick Husband Tamara Jernigan Ellen Ochoa Daniel Barry Julie Payette Valery Tokarev            |                         | 27.05 — 06.06.1999                                                                 | 9d 19h 13m 00s                                                                           | 1 caminhada espacial. | [ 2 ]  |
| 2000                                                                                   |                         | |                         |                                                                                    |                                                                                          | |        |
| 3                                                                                      |                         | James Halsell Jr. Scott Horowitz Mary Weber Jeffrey Williams James Voss Susan Helms Yuri Usachev            |                         | 19.01 — 29.05.2000                                                                 | 9d 20h 09m 08s                                                                           | 1 caminhada espacial. | [ 3 ]  |
| 3                                                                                      | Atlantis                | James Halsell Jr. Scott Horowitz Mary Weber Jeffrey Williams James Voss Susan Helms Yuri Usachev            |                         | 19.01 — 29.05.2000                                                                 | 9d 20h 09m 08s                                                                           | 1 caminhada espacial. | [ 3 ]  |
| 4                                                                                      |                         | Terrence Wilcutt Scott Altman Edward Lu Richard Mastracchio Daniel Burbank Yuri Malenchenko Boris Morukov   |                         | 08.09 — 20.09.2000                                                                 | 11d 19h 10m 57s                                                                          | 2 caminhadas espaciais. | [ 4 ]  |
| 4                                                                                      | Atlantis                | Terrence Wilcutt Scott Altman Edward Lu Richard Mastracchio Daniel Burbank Yuri Malenchenko Boris Morukov   |                         | 08.09 — 20.09.2000                                                                 | 11d 19h 10m 57s                                                                          | 2 caminhadas espaciais. | [ 4 ]  |
| 5                                                                                      |                         | Brian Duffy Pamela Melroy Leroy Chiao William McArthur Peter Wisoff Michael Lopez-Alegria Koichi Wakata     |                         | 11.10 — 24.10.2000                                                                 | 12d 21h 42m 42s                                                                          | Entrega do Z1 Truss. 4 caminhadas espaciais.                                                                               | [ 5 ]  |
| 5                                                                                      | Discovery               | Brian Duffy Pamela Melroy Leroy Chiao William McArthur Peter Wisoff Michael Lopez-Alegria Koichi Wakata     |                         | 11.10 — 24.10.2000                                                                 | 12d 21h 42m 42s                                                                          | Entrega do Z1 Truss. 4 caminhadas espaciais.                                                                               | [ 5 ]  |
| 6                                                                                      |                         | Yuri Gidzenko Sergei Krikalev William Shepherd                                                              |                         | 31.10.2000 — 06.05.2001                                                            | 186d 21h 49m                                                                             | Expedição 1. A tripulação retornou após 140 dias na STS-102. 6 caminhadas espaciais.                                       | [ 6 ]  |
| 7                                                                                      |                         | Brent Jett Michael Bloomfield Joseph Tanner Marc Garneau Carlos Noriega                                     |                         | 01.12 — 11.12.2000                                                                 | 10d 19h 57m 22s                                                                          | Entrega do P6 Truss. 3 caminhadas espaciais.                                                                               | [ 4 ]  |
| 7                                                                                      | Endeavour               | Brent Jett Michael Bloomfield Joseph Tanner Marc Garneau Carlos Noriega                                     |                         | 01.12 — 11.12.2000                                                                 | 10d 19h 57m 22s                                                                          | Entrega do P6 Truss. 3 caminhadas espaciais.                                                                               | [ 4 ]  |
| 2001                                                                                   |                         | |                         |                                                                                    |                                                                                          | |        |
| 8                                                                                      |                         | Kenneth Cockrell Mark Polansky Robert Curbeam Marsha Ivins Thomas Jones                                     |                         | 07.02 — 20.02.2001                                                                 | 12d 21h 20m 03s                                                                          | Entrega do módulo Destiny. 3 caminhadas espaciais.                                                                         | [ 7 ]  |
| 8                                                                                      | Atlantis                | Kenneth Cockrell Mark Polansky Robert Curbeam Marsha Ivins Thomas Jones                                     |                         | 07.02 — 20.02.2001                                                                 | 12d 21h 20m 03s                                                                          | Entrega do módulo Destiny. 3 caminhadas espaciais.                                                                         | [ 7 ]  |
| 9                                                                                      |                         | James Wetherbee James Kelly Andrew Thomas Paul Richards                                                     |                         | 08.03 — 21.03.2001                                                                 | 12d 19h 49m 32s                                                                          | Uso do MPLM. 2 caminhadas espaciais.                                                                                       | [ 8 ]  |
| 9                                                                                      | Discovery               | James Voss Susan Helms Yuri Usachev                                                                         | 08.03 — 22.08.2001      | 167d 06h 40m 49s                                                                   | Expedição 2. Pousaram na STS-105.                                                        | | [ 8 ]  |
| 10                                                                                     |                         | Kent Rominger Jeffrey Ashby Chris Hadfield John Phillips Scott Parazynski Umberto Guidoni Yuri Lonchakov    |                         | 19.04 — 01.05.2001                                                                 | 11d 21h 30m 00s                                                                          | Uso do MPLM. Entrega do Canadarm2. 2 caminhadas espaciais.                                                                 | [ 9 ]  |
| 10                                                                                     | Endeavour               | Kent Rominger Jeffrey Ashby Chris Hadfield John Phillips Scott Parazynski Umberto Guidoni Yuri Lonchakov    |                         | 19.04 — 01.05.2001                                                                 | 11d 21h 30m 00s                                                                          | Uso do MPLM. Entrega do Canadarm2. 2 caminhadas espaciais.                                                                 | [ 9 ]  |
| 11                                                                                     |                         | Talgat Musabayev Yuri Baturin                                                                               |                         | 28.04 — 31.10. 2001                                                                | 185d 21h 22m                                                                             | Retornaram na Soyuz TM-31 após uma semana. 1ª Expedição visitante.                                                         | [ 10 ] |
| 11                                                                                     | Dennis Tito             | Primeiro turista espacial.                                                                                  |                         | 28.04 — 31.10. 2001                                                                | 185d 21h 22m                                                                             | | [ 10 ] |
| 12                                                                                     |                         | Steven Lindsey Charles Hobaugh Michael Gernhardt Janet Kavandi James Reilly                                 |                         | 12.07. — 25.07.2001                                                                | 12d 18h 34m 56s                                                                          | Entrega do Quest. 3 caminhadas espaciais.                                                                                  | [ 11 ] |
| 12                                                                                     | Atlantis                | Steven Lindsey Charles Hobaugh Michael Gernhardt Janet Kavandi James Reilly                                 |                         | 12.07. — 25.07.2001                                                                | 12d 18h 34m 56s                                                                          | Entrega do Quest. 3 caminhadas espaciais.                                                                                  | [ 11 ] |
| 13                                                                                     |                         | Scott Horowitz Frederick Sturckow Patrick Forrester Daniel Barry                                            |                         | 10.08. — 22.08.2001                                                                | 11d 21h 12m 44s                                                                          | Uso do MPLM. 2 caminhadas espaciais.                                                                                       | [ 12 ] |
| 13                                                                                     | Discovery               | Frank Culbertson Jr. Vladimir Dejurov Mikhail Tyurin                                                        | 10.08. — 17.12.2001     | 128d 20h 44m 57s                                                                   | Expedição 3. Pousaram na STS-108.                                                        | | [ 12 ] |
| 14                                                                                     |                         | Viktor Afanasyev Claudie Haigneré Konstantin Kozeyev                                                        |                         | 21.10.2001 — 05.05.2002                                                            | 195d 18h 52m                                                                             | A tripulação pousou na Soyuz TM-32 após 9 dias. 2ª Expedição Visitante.                                                    | [ 13 ] |
| 15                                                                                     |                         | Dominic Gorie Mark Kelly Linda Godwin Daniel Tani                                                           |                         | 05.12. — 17.12.2001                                                                | 11d 19h 35m 43s                                                                          | Uso do MPLM. | [ 12 ] |
| 15                                                                                     | Endeavour               | Daniel Bursch Iuri Onufrienko Carl Walz                                                                     | 05.12. — 2002.06.19     | 195d 19h 38m 13s                                                                   | Expedição 4. Pousaram na STS-111.                                                        | | [ 12 ] |
| 2002                                                                                   |                         | |                         |                                                                                    |                                                                                          | |        |
| 16                                                                                     |                         | Michael Bloomfield Stephen Frick Rex Walheim Ellen Ochoa Lee Morin Jerry Ross Steven Smith                  |                         | 08.04. — 19.04.2002                                                                | 10d 19h 42m 38s                                                                          | Entrega do S0 Truss. 4 caminhadas espaciais.                                                                               | [ 14 ] |
| 16                                                                                     | Atlantis                | Michael Bloomfield Stephen Frick Rex Walheim Ellen Ochoa Lee Morin Jerry Ross Steven Smith                  |                         | 08.04. — 19.04.2002                                                                | 10d 19h 42m 38s                                                                          | Entrega do S0 Truss. 4 caminhadas espaciais.                                                                               | [ 14 ] |
| 17                                                                                     |                         | Yuri Gidzenko Roberto Vittori                                                                               |                         | 25.04. — 10.11.2002                                                                | 198d 17h 38m                                                                             | Retornaram na Soyuz TM-33 após 8 dias. 3ª Expedição visitante.                                                             | [ 15 ] |
| 17                                                                                     | Mark Shuttleworth       | 2º turista espacial.                                                                                        |                         | 25.04. — 10.11.2002                                                                | 198d 17h 38m                                                                             | | [ 15 ] |
| 18                                                                                     |                         | Kenneth Cockrell Paul Lockhart Philippe Perrin Franklin Chang-Diaz                                          |                         | 05.06. — 19.06.2002                                                                | 13d 20h 34m 52s                                                                          | Entrega do Canadarm2 Uso do MPLM. 3 caminhadas espaciais.                                                                  | [ 16 ] |
| 18                                                                                     | Endeavour               | Peggy Whitson Valery Korzun Sergei Treschev                                                                 | 05.06. — 07.12.2002     | 184d 22h 14m 23s                                                                   | Expedição 5. Pousaram na STS-113                                                         | | [ 16 ] |
| 19                                                                                     |                         | Jeffrey Ashby Pamela Melroy David Wolf Sandra Magnus Piers Sellers Fyodor Yurchikhin                        |                         | 07.10. — 18.10.2002                                                                | 10d 19h 57m 49s                                                                          | Entrega do S1 Truss. 3 caminhadas espaciais.                                                                               | [ 17 ] |
| 19                                                                                     | Atlantis                | Jeffrey Ashby Pamela Melroy David Wolf Sandra Magnus Piers Sellers Fyodor Yurchikhin                        |                         | 07.10. — 18.10.2002                                                                | 10d 19h 57m 49s                                                                          | Entrega do S1 Truss. 3 caminhadas espaciais.                                                                               | [ 17 ] |
| 20                                                                                     |                         | Sergei Zalyotin Yuri Lonchakov Frank De Winne                                                               |                         | 30.10.2002 — 04.05.2003                                                            | 185d 22h 53m                                                                             | Retornaram pela Soyuz TM-34 após 10 dias. 4ª Expedição Visitante.                                                          | [ 18 ] |
| 21                                                                                     |                         | James Wetherbee Paul Lockhart Michael Lopez-Alegria John Herrington                                         |                         | 24.11. — 07.12.2002                                                                | 13d 18h 47m 25s                                                                          | Entrega do P1 Truss. 3 caminhadas espaciais.                                                                               | [ 19 ] |
| 21                                                                                     | Endeavour               | Kenneth Bowersox Nikolai Budarin Donald Pettit                                                              | 24.11. — 04.05.2003     | 161d 01h 14m 38s                                                                   | Expedição 6. Retornaram na Soyuz TMA-1.                                                  | | [ 19 ] |
| 2003Construção da ISS suspensa até 2005 devido ao acidente do ônibus espacial Columbia |                         | |                         |                                                                                    |                                                                                          | |        |
| 22                                                                                     |                         | Yuri Malenchenko Edward Lu                                                                                  |                         | 26.04. — 28.10.2003                                                                | 184d 22h 46m 28s                                                                         | Expedição 7. | [ 20 ] |
| 23                                                                                     |                         | Alexander Kaleri Michael Foale                                                                              |                         | 18.10.2003 — 30.04.2004                                                            | 194d 18h 33m 12s                                                                         | Expedição 8. 2 caminhadas espaciais                                                                                        | [ 21 ] |
| 23                                                                                     | Pedro Duque             | 18.10. — 28.10.2003                                                                                         | 9d 21h 02m 17s          | 5ª Expedição Visitante. Retornou na Soyuz TMA-2.                                   |                                                                                          | | [ 21 ] |
| 2004                                                                                   |                         | |                         |                                                                                    |                                                                                          | |        |
| 24                                                                                     |                         | Gennady Padalka Edward Fincke                                                                               |                         | 19.04. — 24.10.2004                                                                | 187d 21h 16m 09s                                                                         | Expedição 9. 4 caminhadas espaciais.                                                                                       | [ 22 ] |
| 24                                                                                     | Andre Kuipers           | 19.04. — 30.04.2004                                                                                         | 10d 20h 52m 15s         | 6ª Expedição Visitante. Retornou na Soyuz TMA-3.                                   |                                                                                          | | [ 22 ] |
| 25                                                                                     |                         | Salijan Sharipov Leroy Chiao                                                                                |                         | 14.10.2004 — 24.04.2005                                                            | 192d 19h 01m 59s                                                                         | Expedição 10. 2 caminhadas espaciais.                                                                                      | [ 23 ] |
| 25                                                                                     | Yuri Shargin            | 14.10. — 24.10.2004                                                                                         | 9d 21h 28m 41s          | 7ª Expedição Visitante. Retornou na Soyuz TMA-4.                                   |                                                                                          | | [ 23 ] |
| 2005                                                                                   |                         | |                         |                                                                                    |                                                                                          | |        |
| 26                                                                                     | Soyuz TMA-6             | Sergei Krikalev John Phillips                                                                               |                         | 15.04. — 11.10.2005                                                                | 179d 00h 23m 23s                                                                         | Expedição 11. 4 caminhadas espaciais.                                                                                      | [ 24 ] |
| 26                                                                                     | Soyuz TMA-6             | Roberto Vittori                                                                                             | 15.04. — 26.04.2005     | 9d 21h 22m 02s                                                                     | 8ª Expedição Visitante. Retornou na Soyuz TMA-5.                                         | | [ 24 ] |
| 27                                                                                     |                         | Eileen Collins James Kelly Soichi Noguchi Stephen Robinson Andy Thomas Wendy Lawrence Charles Camarda       |                         | 26.07. — 09.08.2005                                                                | 13d 21h 32m 22s                                                                          | Retorno ao voo. Uso do MPLM. Inspeção do ônibus a partir da ISS. 3 caminhadas espaciais.                                   | [ 25 ] |
| 27                                                                                     | Discovery               | Eileen Collins James Kelly Soichi Noguchi Stephen Robinson Andy Thomas Wendy Lawrence Charles Camarda       |                         | 26.07. — 09.08.2005                                                                | 13d 21h 32m 22s                                                                          | Retorno ao voo. Uso do MPLM. Inspeção do ônibus a partir da ISS. 3 caminhadas espaciais.                                   | [ 25 ] |
| 28                                                                                     | Soyuz TMA-7             | Valery Tokarev William McArthur                                                                             |                         | 01.10.2005 — 08.04.2006                                                            | 189d 19h 52m 20s                                                                         | Expedição 12. 2 caminhadas espaciais.                                                                                      | [ 26 ] |
| 28                                                                                     | Soyuz TMA-7             | Gregory Olsen                                                                                               | 01.10. — 11.10.2005     | 9d 21h 14m 55s                                                                     | 9ª Expedição Visitante. 3º turista espacial. Retornou na Soyuz TMA-6.                    | | [ 26 ] |
| 2006                                                                                   |                         | |                         |                                                                                    |                                                                                          | |        |
| 29                                                                                     | Soyuz TMA-8             | Pavel Vinogradov Jeffrey Williams                                                                           |                         | 30.03. — 29.09.2006                                                                | 182d 22h 43m 17s                                                                         | Expedição 13. | [ 27 ] |
| 29                                                                                     | Soyuz TMA-8             | Marcos Pontes                                                                                               | 30.03. — 08.04.2006     | 9d 21h 16m 52s                                                                     | 10ª Expedição Visitante. Primeiro astronauta do Brasil. Retornou na Soyuz TMA-7.         | | [ 27 ] |
| 30                                                                                     |                         | Steven Lindsey Mark Kelly Michael Fossum Lisa Nowak Stephanie Wilson Piers Sellers                          |                         | 04.07. — 17.07.2006                                                                | 12d 18h 36m 47s                                                                          | Inspeção do ônibus a partir da ISS. 3 caminhadas espaciais.                                                                | [ 28 ] |
| 30                                                                                     | Discovery               | Thomas Reiter                                                                                               | 04.07. — 22.12. 2006    | 171d 03h 54m 03s                                                                   | Expedição 13/14. Retornou na STS-116.                                                    | | [ 28 ] |
| 31                                                                                     |                         | Brent Jett Christopher Ferguson Joe Tanner Daniel Burbank Heidemarie Stefanyshyn-Piper Steven MacLean       |                         | 09.09. — 21.09.2006                                                                | 11d 19h 06m 28s                                                                          | Entrega do P3/4 Truss. Inspeção do ônibus a partir da ISS. 3 caminhadas espaciais.                                         | [ 29 ] |
| 31                                                                                     | Atlantis                | Brent Jett Christopher Ferguson Joe Tanner Daniel Burbank Heidemarie Stefanyshyn-Piper Steven MacLean       |                         | 09.09. — 21.09.2006                                                                | 11d 19h 06m 28s                                                                          | Entrega do P3/4 Truss. Inspeção do ônibus a partir da ISS. 3 caminhadas espaciais.                                         | [ 29 ] |
| 32                                                                                     | Soyuz TMA-9             | Mikhail Tyurin Michael Lopez-Alegria                                                                        |                         | 18.09.2006 — 21.04.2007                                                            | 215d 08h 22m 22s                                                                         | Expedição 14. | [ 30 ] |
| 32                                                                                     | Soyuz TMA-9             | Anousheh Ansari                                                                                             | 18.09. — 21.09.2006     | 10d 21h 04m 55s                                                                    | 11ª Expedição Visitante. 1ª mulher turista espacial. Retornou na Soyuz TMA-8.            | | [ 30 ] |
| 33                                                                                     |                         | Mark Polansky William Oefelein Nicholas Patrick Robert Curbeam Christer Fuglesang Joan Higginbotham         |                         | 10.12. — 22.12.2006                                                                | 12d 20h 44m 23s                                                                          | Entrega do P5 Truss. Inspeção do ônibus a partir da ISS. 4 caminhadas espaciais. Fuglesang foi o primeiro sueco no espaço. | [ 31 ] |
| 33                                                                                     | Discovery               | Sunita Williams                                                                                             | 10.12.2006 — 22.06.2007 | 194d 18h 02m 01s                                                                   | Expedição 14/15. Retornou na STS-117.                                                    | | [ 31 ] |
| 2007                                                                                   |                         | |                         |                                                                                    |                                                                                          | |        |
| 34                                                                                     | Soyuz TMA-10            | Oleg Kotov Fyodor Yurchikhin                                                                                |                         | 07.04. — 21.10.2007                                                                | 196d 17h 04m 35s                                                                         | Expedição 15. | [ 32 ] |
| 34                                                                                     | Soyuz TMA-10            | Charles Simonyi                                                                                             | 07.04. — 21.04.2007     | 13d 18h 59m 50s                                                                    | 12º Expedição Visitante. 5º turista espacial. Retornou na Soyuz TMA-9.                   | | [ 32 ] |
| 35                                                                                     |                         | Frederick Sturckow Lee Archambault Patrick Forrester Steven Swanson John Olivas James Reilly                |                         | 08.06. — 22.06.2007                                                                | 13d 20h 11m 32s                                                                          | Entrega do S3/4 Truss. Inspeção do ônibus a partir da ISS. 4 caminhadas espaciais.                                         | [ 33 ] |
| 35                                                                                     | Atlantis                | Clayton Anderson                                                                                            | 08.06. — 07.11.2007     | 151d 18h 23m 12s                                                                   | Expedição 15/16. Retornou na STS-120.                                                    | | [ 33 ] |
| 36                                                                                     |                         | Scott Kelly Charles Hobaugh Tracy Caldwell Richard Mastracchio Dafydd Williams Barbara Morgan Benjamin Drew |                         | 08.08. — 21.08.2007                                                                | 12d 17h 55m 34s                                                                          | Entrega do S5 Truss. Inspeção do ônibus a partir da ISS. 4 caminhadas espaciais.                                           | [ 34 ] |
| 36                                                                                     | Endeavour               | Scott Kelly Charles Hobaugh Tracy Caldwell Richard Mastracchio Dafydd Williams Barbara Morgan Benjamin Drew |                         | 08.08. — 21.08.2007                                                                | 12d 17h 55m 34s                                                                          | Entrega do S5 Truss. Inspeção do ônibus a partir da ISS. 4 caminhadas espaciais.                                           | [ 34 ] |
| 37                                                                                     |                         | Yuri Malenchenko Peggy Whitson                                                                              |                         | 10.10.2007 — 19.04.2008                                                            | 191d 19h 07m 05s                                                                         | Expedição 16. | [ 35 ] |
| 37                                                                                     | Sheikh Muszaphar Shukor | 10.10. — 21.10.2007                                                                                         | 10d 21h 13m 10s         | 13ª Expedição Visitante. Primeiro astronauta da Malásia. Retornou na Soyuz TMA-10. |                                                                                          | | [ 35 ] |
| 38                                                                                     |                         | Pamela Melroy George Zamka Scott Parazynski Stephanie Wilson Douglas Wheelock Paolo Nespoli                 |                         | 23.10. — 07.11.2007                                                                | 15d 02h 22m 57s                                                                          | Entrega do módulo Harmony. Relocação do P6 Truss. Inspeção do ônibus a partir da ISS. 5 caminhadas espaciais.              | [ 36 ] |
| 38                                                                                     | Discovery               | Daniel Tani                                                                                                 | 23.10.2007 — 20.02.2008 | 119d 22h 28m 49s                                                                   | Expedição 16. Pousou na STS-122.                                                         | | [ 36 ] |
| 2008                                                                                   |                         | |                         |                                                                                    |                                                                                          | |        |
| 39                                                                                     |                         | Stephen Frick Alan Poindexter Leland Melvin Rex Walheim Hans Schlegel Stanley Love                          |                         | 07.02. — 20.02.2008                                                                | 12d 18h 21m 38s                                                                          | Entrega do módulo Columbus. Inspeção do ônibus a partir da ISS. 3 caminhadas espaciais.                                    | [ 37 ] |
| 39                                                                                     | Atlantis                | Léopold Eyharts                                                                                             | 07.02. — 27.03.2008     | 48d 04h 53m 36s                                                                    | Expedição 16. Retornou na STS-123.                                                       | | [ 37 ] |
| 40                                                                                     |                         | Dominic Gorie Gregory Johnson Robert Behnken Michael Foreman Takao Doi Richard Linnehan                     |                         | 11.03. — 23.03.2008                                                                | 15d 18h 10m 52s                                                                          | Entrega do Kibō e do Dextre. Inspeção do ônibus a partir da ISS. 5 caminhadas espaciais.                                   | [ 38 ] |
| 40                                                                                     | Endeavour               | Garrett Reisman                                                                                             | 11.03. — 14.06.2008     | 95d 08h 47m 03s                                                                    | Expedição 16/17. Retornou na STS-124.                                                    | | [ 38 ] |
| 41                                                                                     | Soyuz TMA-12            | Sergei Volkov Oleg Kononenko                                                                                |                         | 08.04. — 24.10.2008                                                                | 198d 16h 20m 11s                                                                         | Expedição 17. | [ 39 ] |
| 41                                                                                     | Soyuz TMA-12            | Yi So-yeon                                                                                                  | 08.04. — 19.04.2008     | 10d 21h 13m 05s                                                                    | 14ª Expedição Visitante. Primeira astronauta da Coreia do Sul. Retornou na Soyuz TMA-11. | | [ 39 ] |
| 42                                                                                     |                         | Mark Kelly Kenneth Ham Karen Nyberg Ronald Garan Jr. Michael Fossum Akihiko Hoshide                         |                         | 31.05. — 14.06.2008                                                                | 13d 18h 13m 05s                                                                          | Entrega do JEMRMS. Inspeção do ônibus a partir da ISS. 3 caminhadas espaciais.                                             | [ 40 ] |
| 42                                                                                     | Discovery               | Gregory Chamitoff                                                                                           | 31.05. — 30.11.2008     | 183d 00h 22m 54s                                                                   | Expedição 17/18. Retornou na STS-126.                                                    | | [ 40 ] |
| 43                                                                                     | Soyuz TMA-13            | Yuri Lonchakov Michael Fincke                                                                               |                         | 12.10.2008 — 08.04.2009                                                            | 178d 00h 13m 38s                                                                         | Expedição 18. | [ 41 ] |
| 43                                                                                     | Soyuz TMA-13            | Richard Garriott                                                                                            | 12.10. — 24.10.2008     | 11d 20h 35m 17s                                                                    | 15ª Expedição Visitante. 6º turista espacial. Retornou na Soyuz TMA-12.                  | | [ 41 ] |
| 44                                                                                     |                         | Christopher Ferguson Eric Boe Donald Pettit Stephen Bowen Heidemarie Stefanyshyn-Piper Robert Kimbrough     |                         | 15.11. — 30.11.2008                                                                | 15d 20h 29m 27s                                                                          | Uso do MPLM. Reparo do Solar Alpha Rotary Joints. Inspeção do ônibus a partir da ISS. 4 caminhadas espaciais.              | [ 42 ] |
| 44                                                                                     | Endeavour               | Sandra Magnus                                                                                               | 15.11.2008 — 28.03.2009 | 133d 18h 17m 47s                                                                   | Expedição 18. Retornou na STS-119.                                                       | | [ 42 ] |